# 도초동국민학교
도초동국민학교는 대한민국 전라남도 신안군 도초면 이곡리에 있었던 공립 초등학교이다.

## 연혁
- 1968년 1월 1일 도초국민학교 이곡분교장 설립 인가
- 1968년 9월 11일 도초국민학교 이곡분교 개교
- 1969년 1월 23일 도초동국민학교 승격 인가
- 1969년 3월 2일 도초동국민학교 승격 분리
- 1985년 3월 1일 도초동국민학교 병설유치원 설립 인가
- 1985년 3월 13일 병설유치원 개원
- 1986년 1월 1일 도서벽지학교 '나'급 지정
- 1993년 2월 19일 제23회 졸업(누계: 1,089명)
- 1993년 3월 1일 폐교 및 도초국민학교 통폐합